# Dealurile Tulcei
Dealurile Tulcei resprezintă o unitate fizico-geografică a României. Se află în Masivul Dobrogei de Nord, la est de văile Telița și Valea Adâncă, paralel cu Dunărea. Unitățile de relief vecine sunt: Podișul Niculițelului în partea de nord-vest, Depresiunea Nalbant în partea de sud și vest, Delta Dunării la nord și est. În partea de sud-est, Dealurile Tulcei se prelungesc spre Sistemul lagunar Razim-Sinoe prin intermediul unei zone mai domoale, cunoscută în literatura de specialitate cu numele de Prispa Agighiol.

## Relieful
Dealurile Tulcei se prezintă ca o succesiune de inselberguri orientate pe direcție est-vest, din a cărei parte centrală, se desprinde spre sud un șir de culmi ce închid spre E și N Depresiunea Nalbant. Altitudinile medii se mențin în jurul valorii de 200 m.

Principalele culmi ale catenei principale (cea orientată V-E) sunt: Stânca Mare (205 m), Somova (225 m), Beștepe (242 m), Redi (206 m). În partea sudică se regăsesc culmile: Uzum (222 m), Orta Bair (206 m) și Denistepe (Dealul Mării, 270 m), acesta din urmă fiind și altitudinea maximă a Dealurilor Tulcei.